# Festival de Hambach

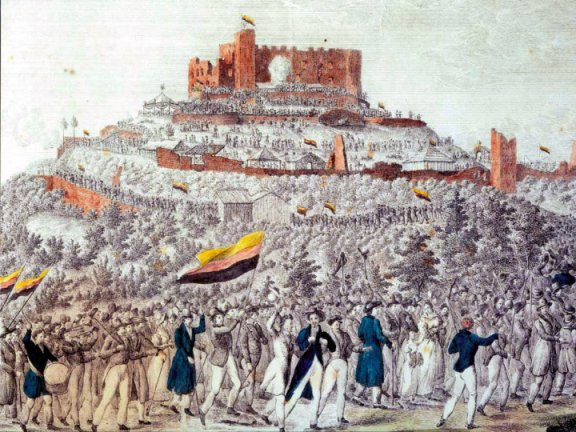
Cortejo hacia el Castillo de Hambach, litografía de 1832, con la futura bandera de Alemania al contrario

El Festival de Hambach fue un festival nacional democrático alemán — disfrazado de feria local no política — celebrado entre el 27 y el 30 de mayo de 1832 en el Castillo de Hambach, cerca de Neustadt an der Weinstraße, actual Renania-Palatinado, Alemania. Fue una de las primeras manifestaciones públicas de apoyo a la unidad alemana, libertad y democracia durante el período Vormärz.

## Trasfondo
En la época del Congreso de Viena de 1815, el castillo de Hambach, con la histórica región del Palatinado en la orilla occidental del Rin, formaba parte del reino de Baviera. Sin embargo, había sido ocupado por las tropas revolucionarias francesas durante la Guerra de la Primera Coalición en 1794 e incorporado a la Primera República Francesa en 1801. Tras la derrota de Napoleón, las nuevas autoridades bávaras mantuvieron algunos derechos constitucionales, pero la población local padeció no obstante elevados impuestos y una creciente censura.
Las ideas nacionales y liberales eran fuertemente defendidas por las hermandades estudiantiles (Burschenschaften), la primera Urburschenschaft se fundó en Jena, Turingia, en 1815 y adoptó los colores negro, rojo y dorado de las fuerzas del Cuerpo Libre de Lützow, que habían luchado contra las tropas napoleónicas. Ya en 1817 se llevó una bandera correspondiente en la procesión del Festival de Wartburg. Suprimido por los Decretos de Karlsbad de 1819, el movimiento democrático alemán cobró nuevo impulso con la Revolución de Julio francesa de 1830, así como con el Levantamiento de Noviembre en la Polonia del Congreso ruso, desencadenando revueltas en Sajonia, Hannover, Hesse, Brunswick e incluso en la capital prusiana, Berlín. Los insurrectos fueron testigos de la implantación de la Monarquía constitucional francesa de julio y de la Revolución belga, pero también de la supresión del Gobierno Nacional polaco del príncipe Adam Jerzy Czartoryski por las tropas rusas. Unos 10.000 emigrantes huyeron de Polonia en la llamada Gran Emigración a Francia a través de los estados alemanes; fueron bien recibidos especialmente en Sajonia, Baden y Baviera, donde surgieron varias asociaciones de mecenazgo pro-polacas (Polenvereine).

## El Festival
El antiguo Palatinado francés había sido el último recurso para los autores e intelectuales liberales, que ahora tenían que enfrentarse a la reaccionaria política bávara. En enero de 1832, varios periodistas crearon una asociación democrática por la libertad de prensa y expresión, que fue prohibida casi de inmediato por el gobierno estatal. A su vez, los iniciadores convocaron una feria en el castillo de Hambach, ya que estaba prohibida cualquier manifestación.
Entre 20.000 y 30.000 personas de todos los estratos sociales -trabajadores, mujeres, estudiantes y parlamentarios-, así como de Francia y Polonia. Una delegación de 17 a 20 emigrantes polacos participó en la procesión desde la plaza del mercado de Neustadt hasta las ruinas del castillo. Este apoyo pro-polaco expresado en Hambach fue el punto culminante del entusiasmo de los liberales alemanes por Polonia.
Las principales reivindicaciones de la reunión fueron la libertad, los derechos civiles y políticos, así como la unidad nacional y la soberanía popular frente al sistema europeo de la Santa Alianza. No se llegó a un consenso en cuanto a las acciones, y posteriormente los estudiantes llevaron a cabo algunos actos violentos no coordinados. El poeta Ludwig Börne, que siguió la invitación de los representantes de la asociación de prensa censurada, describió sus emociones encontradas, cuando los estudiantes de Heidelberg se reunieron en una clamorosa procesión de antorchas en su honor, declarándole héroe nacional. Los miembros de la Burschenschaft exigieron una revuelta abierta y la implantación de un gobierno provisional, lo que fue rechazado enérgicamente por los periodistas. No obstante, de los cuatro principales organizadores de la reunión, tres (Philipp Jakob Siebenpfeiffer y los abogados Schüler y Geib) huyeron del país, un cuarto (Johann G. A. Wirth) optó por quedarse y fue condenado a dos años de prisión.

## Consecuencias

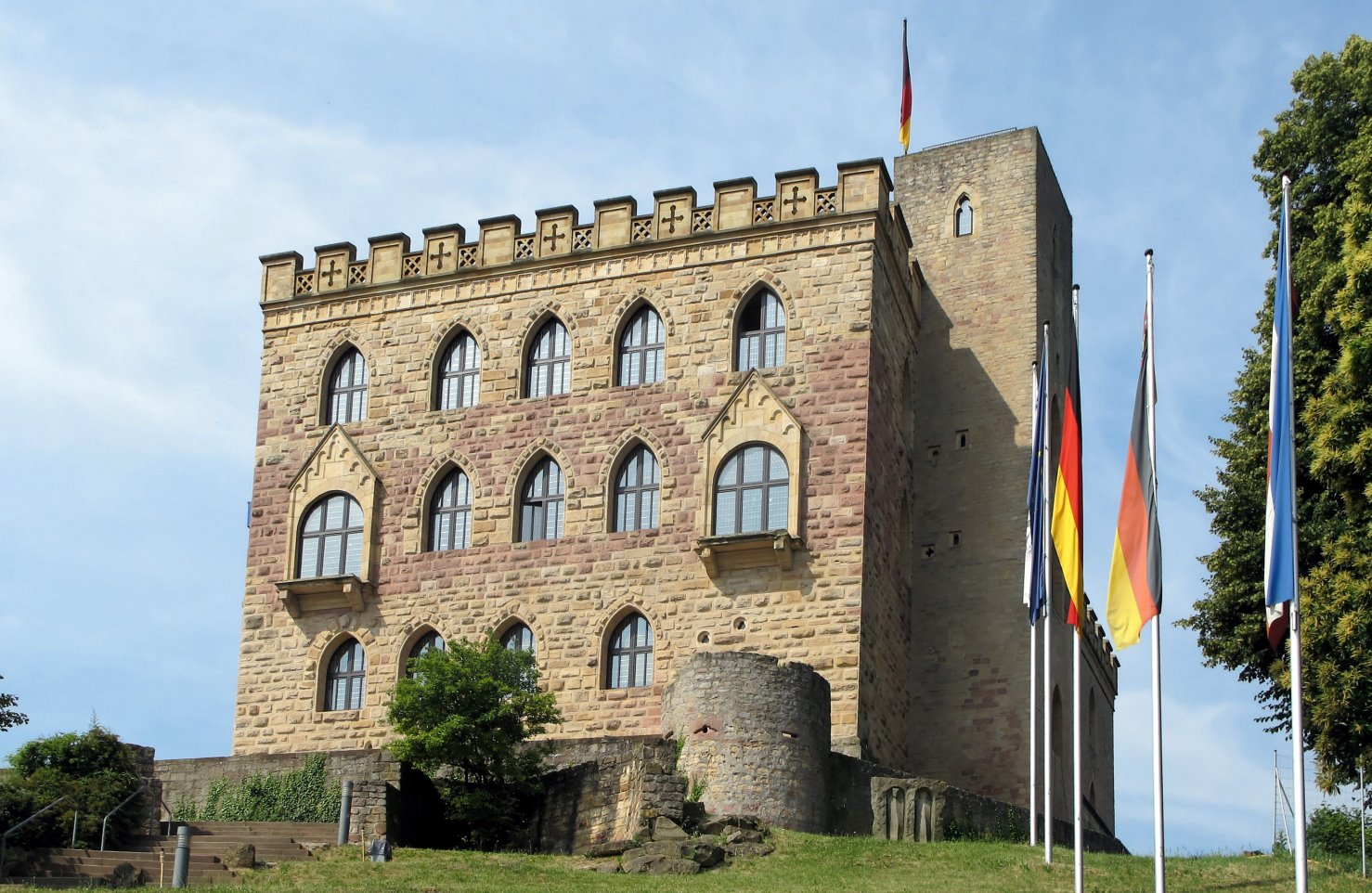
El Castillo de Hambach hoy

La reunión no tuvo resultados inmediatos, pero se considera un hito en la historia alemana por ser la primera vez que un movimiento republicano se hacía notar en el país. Fue criticada como una oportunidad perdida, incluso por Heinrich Heine. Al año siguiente, unos 50 insurgentes intentaron iniciar una revolución democrática cargando contra la casa de la guardia de Fráncfort (Frankfurter Wachensturm), lo que finalmente fracasó. En cambio, los sucesos de Hambach llevaron a la legalista Convención Federal Alemana a promulgar su orden de 28 de junio de 1832, que endurecía de nuevo los Decretos de Karlsbad y suprimía por completo la libertad de expresión. En la fecha del aniversario, en 1833, los militares bávaros controlaron la zona y dispersaron todos los intentos de celebrar otra reunión. Muchos intelectuales se retiraron a una vida apolítica en los años siguientes.
El Festival también confirmó el establecimiento de la combinación de negro, rojo y dorado como símbolo de un movimiento democrático por una Alemania unida. Los colores fueron utilizados más tarde por los revolucionarios democráticos en las Revoluciones de 1848 como símbolo de la unidad alemana, pero no se consiguió hasta 1871 e, incluso entonces, según las especificaciones de Otto von Bismarck. Tras la Primera Guerra Mundial, la República de Weimar adoptó el negro, el rojo y el dorado como colores nacionales de Alemania, que se utilizan en la bandera alemana moderna.
El castillo de Hambach se convirtió en un icono del movimiento democrático alemán. Posesión del príncipe Maximiliano II de Baviera desde 1842, fue reconstruido en estilo gótico a partir de 1844 y hoy es sede de una exposición histórica.